# Kościół Świętych Cyryla i Metodego Apostołów Słowian i Patronów Europy w Poznaniu
Kościół Świętych Cyryla i Metodego Apostołów Słowian i Patronów Europy w Poznaniu – rzymskokatolicki kościół parafialny, zlokalizowany w Poznaniu na Woli. 

## Historia
Parafię powołano w 1987. Kamień węgielny świątyni został poświęcony w Watykanie przez papieża Jana Pawła II i wmurowany przez abp. Jerzego Strobę w dniu 25 października 1990. Proboszczem i głównym budowniczym kościoła był ks. kanonik Ryszard Strugała, a główną fundatorką Anna Jabłońska. Świątynię wybudowano według projektu architekta Jana Kopydłowskiego (konstruktor W. Latawiec). Budowę wspomagali społecznie parafianie i żołnierze Wojska Polskiego. 
Konsekracji świątyni dokonano 8 grudnia 1994. 

## Architektura
Obiekt nawiązuje luźno do form gotyckich, co podkreśla wertykalizm rozwiązania jego głównej fasady, a także sposób zakomponowania szeregu elementów konstrukcyjnych, jak również ostrołukowo zwieńczone okno na froncie. 

## Otoczenie
Uzupełnieniem założenia sakralnego jest budowla kampanili przy kościele, w pobliżu bramy wjazdowej na teren parafialny. Budowa obiektu rozpoczęła się w 2007. Wiszą w niej trzy dzwony: Św. Stanisław Kostka, Św. Maksymilian i Matka Boża Królowa Pokoju. Kampanilla jest też wyposażona w dwa zegary. Poświęcił ją biskup Marek Jędraszewski 25 września 2011.
W ścianę domu parafialnego wmurowane są dwie tablice upamiętniające papieża Jana Pawła II. Na terenie kościelnym stoi też grota maryjna.